# Skaterdater
Skaterdater ist ein US-amerikanischer Kurzfilm von Noel Black aus dem Jahr 1965.

## Handlung
Eine Gruppe Jungen fährt auf ihren Skateboards durch die Stadt, Straßen und Gehwege entlang, überspringt Hindernisse und Bordsteige und ist damit schneller unterwegs als ein Mädchen, das mit ihrem Rad an einem Hindernis scheitert. Die Geräusche der Räder stoßen nicht überall auf Gegenliebe. Als die Gruppe ein Geschäftshaus passiert, werden die Erwachsenen in ihrer Arbeit gestört. Eine Frau bringt einen Skater zu Fall, indem sie Splitt auf die Straße wirft.
Während einer Pause sieht einer der Jungen eine Frau, die ihn beobachtet. Später betrachtet er die Frauenfigur an einem Brunnen und verliert den Anschluss an die Skatergruppe. Er trifft das Mädchen mit dem Fahrrad wieder und verbringt mit ihr den Nachmittag. Beide fahren Karussell und gemeinsam mit dem Fahrrad des Mädchens. Die anderen Jungen missbilligen sein Verhalten und so lässt er das Mädchen am nächsten Tag stehen, um sich den Skatern anzuschließen. An einer Weggabelung steht die Fahrtroute des Jungen der des Anführers der Skater entgegen. Der Anführer der Skater fordert ihn zu einem Skate-Duell an einer extrem abschüssigen Straße heraus. Beide umkreisen sich, mit ihren Skateboards abwärts fahrend, so lange, bis der Junge stürzt. Die anderen Skater lassen ihn liegen und fahren gemeinsam weiter. Das Mädchen, das alles mitangesehen hat, setzt sich an seine Seite. Später sieht man beide gemeinsam auf dem Gehweg laufen, als die Skater sie passieren, ohne ihn eines Blickes zu würdigen. Zwei Jungen der Gruppe wiederum sehen zwei Mädchen gehen und blicken sich nach ihnen um, während der Rest der Gruppe weiterfährt.

## Produktion

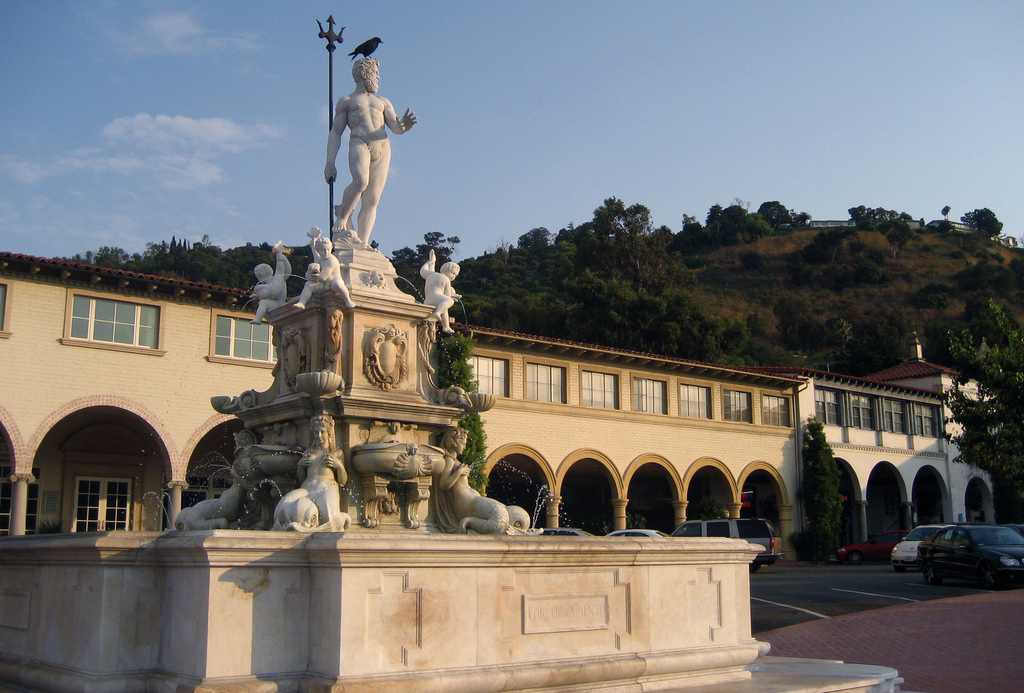
Neptun-Brunnen in Palos Verdes Estates

Skaterdater entstand während des ersten großen Skateboard-Booms in den USA. Noel Black und Marshall Backlar hatten zu dem Zeitpunkt gerade ihr Studium an der University of California, Los Angeles, beendet. Die Skatergruppe im Film war der Imperials Skateboard Club aus Torrance. Zu den Jungen im Film gehörte der spätere Künstler Gary Hill, der Kopf des Clubs. Hauptdarsteller Michael Mel ist der Onkel des professionellen Surfers Peter Mel. Die Dreharbeiten zum Film fanden im Sommer 1965 in Redondo Beach und in Palos Verdes Estates statt. Zu sehen ist unter anderem der Neptun-Brunnen auf der Malaga Cove Plaza in Palos Verdes Estates.
Der Film besaß kein festes Drehbuch, da keine Dialoge enthalten sind. Die Handlung wird stattdessen von der Surfmusik von Davie Allan & The Arrows begleitet. Der Soundtrack zum Film erschien 1966 auf Schallplatte. Skaterdater wurde erstmals 1965 veröffentlicht und 1966 unter anderem auf den Internationalen Filmfestspielen von Cannes gezeigt. In den US-amerikanischen Kinos lief er als Vorfilm zu James Bond 007 – Feuerball.

## Auszeichnungen
Der Film wurde 1966 für einen Oscar in der Kategorie Bester Kurzfilm nominiert. Skaterdater gewann 1966 in Cannes den Grand Prix – Bester Kurzfilm (i. e. Goldene Palme) sowie den Prix de la Commission Supérieure Technique.